# NGC 7755
NGC 7755 ist eine Balken-Spiralgalaxie mit ausgedehnten Sternentstehungsgebieten vom Hubble-Typ SBbc im Sternbild Sculptor am Südsternhimmel. Sie ist rund 133 Millionen Lichtjahre von der Milchstraße entfernt und hat einen Durchmesser von etwa 150.000 Lichtjahren.
Die Typ-II-Supernova SN 2004cx wurde hier beobachtet.
Das Objekt wurde am 27. September 1834 von John Herschel entdeckt.